# Ефект Евершеда
Ефект Евершеда — явище у сонячній атмосфері, назване на честь британського астронома Джона Евершеда. Це радіальний потік газу через фотосферну поверхню у півтінях сонячних плям від внутрішньої межі з тінню до зовнішнього краю. Швидкість змінюється від приблизно 1 км/с на межі між тінню та півтінню до максимуму, приблизно вдвічі більшого, в середині півтіні та падає до нуля на зовнішньому краю півтіні. Евершед вперше виявив це явище в січні 1909 року, працюючи в сонячній обсерваторії Кодайканал в Індії, коли він виявив, що спектральні лінії сонячних плям демонструють доплерівський зсув.
Пізніше вимірювання спектральних емісійних ліній, що випромінюються в ультрафіолетовому діапазоні, показали систематичне червоне зміщення. Ефект Евершеда є характерним для кожної спектральної лінії, що утворюється за температури нижче 100 000 K. Цей факт мав би означати постійний низхідний потік газу з перехідної області до хромосфери, спостережувана швидкість становить близько 5 км/с. Звичайно, це неможливо, оскільки якби це було правдою, корона зникла б за короткий час, замість того, щоб залишатись над Сонцем за температур мільйонів градусів на відстанях, набагато більших за радіус Сонця. Було запропоновано багато теорій для пояснення цього червоного зміщення в профілях ліній перехідної області, але проблема досі не вирішена, оскільки узгоджена теорія повинна враховувати всі фізичні спостереження: профілі ультрафіолетових ліній у середньому зміщені до червоного, але водночас вони показують коливання швидкості вперед і назад.